# Jamioł
Jamioł – nowela Henryka Sienkiewicza napisana w 1882 roku.
Utwór wyrasta z tradycji pieśni ludowej. Zaliczany jest do najlepiej skomponowanych i najbardziej wstrząsających w swej wymowie dzieł Sienkiewicza.

## Opis fabuły
Akcja noweli rozpoczyna się w kościele, po zakończonym pogrzebie Kalikstowej, matki młodziutkiej Marysi. W świątyni znajduje się tylko kilka osób, wśród nich kumoszki i Marysia. Kobiety głośno rozmyślają i ubolewają nad sytuacją dziewczynki, która po śmierci najbliższej osoby stała się sierotą. Jednak uspokajają się, dochodząc do wniosku, że nad małą, biedną sierotką będzie czuwał „jamioł” (anioł), który nie pozwoli jej skrzywdzić. Marysia ma zostać wysłana do dworu w Leszczyńcach, ale miejscowość tę oddziela od miejsca akcji gęsty las. Sierota nie może przebrnąć tych kilku kilometrów sama, dlatego ma ją zawieźć Wojtek Marguła. Mężczyzna ten jednak w czasie drogi się upija, wywraca sanie i zasypia w śniegu. Mała, myśląc, że Leszczyńce są już bardzo blisko, postanawia sama iść dalej. Nowelę kończy pojawienie się wilka.